# Las cincuenta y tres estaciones de Tōkaidō

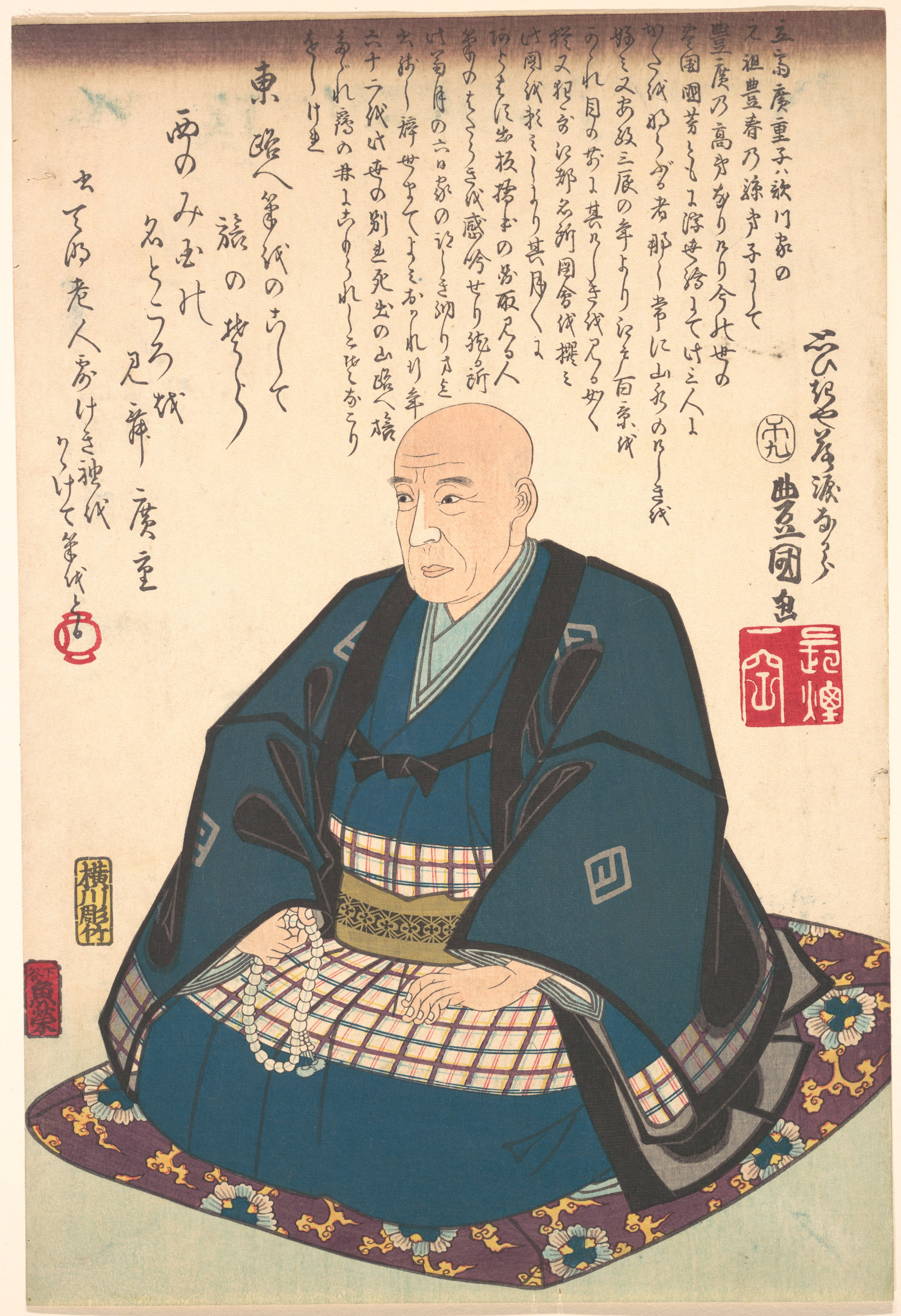
Retrato de Hiroshige, con su cabeza afeitada, a la edad de cincuenta, por Kunisada.

Las Cincuenta y Tres Estaciones de Tōkaidō (東海道五十三次 Tōkaidō Gojūsan-tsugi?) son una serie de grabados ukiyo-e creados por Utagawa Hiroshige después de su primer viaje a lo largo de la Tōkaidō en 1832. Esta carretera, que conectaba la capital del shōgun (Edo) con la capital imperial (Kyōto) constituía una de las principales arterias del  antiguo Japón. También era la más importante de las Cinco Rutas de Edo, las cinco más importantes carreteras de Japón, creadas y desarrolladas durante el Periodo Edo con el objetivo de conceder a la administración central del Shogunato un mayor control sobre todo el país. A pesar de que la edición Hōeidō era la más conocida, Las Cincuenta y Tres Estaciones de Tokaido constituía un tema tan popular que ello permitió a Hiroshige el poder crear una serie de 30 grabados en madera distinta de la original y muy distintas una serie de la otra por su tamaño (ōban or chuban), sus diseños o incluso el número de grabados hechos (ya que algunas series incluyen sólo unas pocas impresiones).
La Edición Hōeidō de la Tōkaidō es la obra más conocida de Hiroshige, y a la vez las estampas japonesas ukiyo-e mejor vendidas. Viene justo después de la serie Treinta y seis vistas del monte Fuji de Katsushika Hokusai, obra que estableció esta nueva temática principal del ukiyo-e, los grabados paisajísticos, o fūkei-ga, con un enfoque especial en las "vistas famosas" (Meisho). Estos grabados de paisajes aprovecharon al máximo las nuevas posibilidades ofrecidas por la representación occidental de la perspectiva, que para entonces  los artistas japoneses ya habían asimilado de forma importante. Las series de Hiroshige encontraron pleno éxito no sólo en Japón, sino también en los países occidentales.

## Contexto histórico

### La Carretera Tōkaidō
La Tōkaidō fue una de las Cinco Rutas construidas bajo Tokugawa Ieyasu, una serie de carreteras que conectaban la histórica capital de Edo con el resto de Japón. La Tōkaidō conectaba Edo con la entonces capital imperial, Kioto. Constituía la más importante y mejor conocida de todas éstas, transcurriendo a lo largo de la costa este de Honshū. A lo largo de esta ruta existían 53 distintas paradas que proporcionaban establos, comida y alojamiento para los viajeros.

### Hiroshige y la Tōkaidō
En 1832, Hiroshige viajó a lo largo de la Tōkaidō desde Edo a Kyoto, como parte de una delegación oficial que transportaba caballos que iban a ser presentados a la Corte Imperial. Los caballos constituían en sí un regalo simbólico del Shogun, presentado anualmente en reconocimiento del estatus divino del Emperador.
Los paisajes de la travesía causaron una profunda impresión en el artista, y este creó numerosos bocetos en el transcurso del viaje, en tanto que a su retorno volvió por la misma ruta. Tras su vuelta a su domicilio, inmediatamente comenzó a trabajar en sus primeros grabados de Las Cincuenta y Tres Estaciones de Tōkaidō. Eventualmente, produciría 55 grabados en toda la serie: una por cada estación, más una pieza por el punto de partida y otra por el final. Los primeros grabados de la serie fueron publicados conjuntamente por las casas especializadas de Hōeidō y Senkakudō, con el arreglo de todos los grabados siguientes. Los grabados en madera de este estilo normalmente eran vendidos por el precio de entre 12 y 16 monedas de cobre cada uno, aproximadamente el mismo que un par de sandalias de paja o un plato de sopa. El enorme éxito de Las Cincuenta y Tres Estaciones de Tōkaidō situó a Hiroshige como uno de los más prominentes y exitosos grabadores de la Era Tokugawa.
Hiroshige continuó sus trabajos con la serie Las sesenta y nueve Estaciones de Kiso Kaidō, en cooperación con Keisai Eisen, documentando cada una de las estaciones de la Nakasendō (a la que se refiere con el nombre alternativo de  Kiso Kaidō).

## Las Cincuenta y tres estaciones de la Tōkaidō(edición Hōeidō)
Además de las cincuenta y tres estaciones de Tokaido, la serie incluye una primera impresión de la salida, Nihonbashi (el puente de Japón), y la última impresión, Keishi (Kioto), la capital imperial.
| N.º | Grabado impreso | N.º de estación y nombre español                  | Japonés          | Transcripción                         |
| --- | --------------- | ------------------------------------------------- | ---------------- | ------------------------------------- |
| 1   |                 | Abandonando Edo: Nihonbashi, "el puente de Japón" | 日本橋           | Nihonbashi                            |
| 2   |                 | 1.ª estación: Shinagawa.                          | 品川             | Shinagawa                             |
| 3   |                 | 2.ª estación: Kawasaki                            | 川崎             | Kawasaki                              |
| 4   |                 | 3.ª estación: Kanagawa                            | 神奈川           | Kanagawa                              |
| 5   |                 | 4.ª estación: Hodogaya                            | 程ヶ谷, 保土ヶ谷 | Hodogaya                              |
| 6   |                 | 5.ª estación: Totsuka                             | 戸塚             | Totsuka                               |
| 7   |                 | 6.ª estación: Fujisawa                            | 藤沢             | Fujisawa                              |
| 8   |                 | 7.ª estación: Hiratsuka                           | 平塚             | Hiratsuka                             |
| 9   |                 | 8.ª estación: Oiso                                | 大磯             | Oiso                                  |
| 10  |                 | 9.ª estación: Odawara                             | 小田原           | Odawara                               |
| 11  |                 | 10.ª estación: Hakone                             | 箱根             | Hakone                                |
| 12  |                 | 11.ª estación: Mishima                            | 三島             | Mishima                               |
| 13  |                 | 12.ª estación: Numazu                             | 沼津             | Numazu                                |
| 14  |                 | 13.ª estación: Hara                               | 原               | Hara                                  |
| 15  |                 | 14.ª estación: Yoshiwara                          | 吉原             | Yoshiwara                             |
| 16  |                 | 15.ª estación: Kambara                            | 蒲原             | Kanbara                               |
| 17  |                 | 16.ª estación: Yui                                | 由井, 由比       | Yui                                   |
| 18  |                 | 17.ª estación: Okitsu                             | 興津             | Okitsu                                |
| 19  |                 | 18.ª estación: Ejiri                              | 江尻             | Ejiri                                 |
| 20  |                 | 19.ª estación: Fuchū                              | 府中, 駿府       | Fuchū                                 |
| 21  |                 | 20.ª estación: Mariko                             | 鞠子, 丸子       | Mariko                                |
| 22  |                 | 21.ª estación: Okabe                              | 岡部             | Okabe                                 |
| 23  |                 | 22.ª estación: Fujieda                            | 藤枝             | Fujieda                               |
| 24  |                 | 23.ª estación: Shimada                            | 島田             | Shimada                               |
| 25  |                 | 24.ª estación: Kanaya                             | 金屋, 金谷       | Kanaya                                |
| 26  |                 | 25.ª estación: Nissaka                            | 日坂             | Nissaka                               |
| 27  |                 | 26.ª estación: Kagegawa                           | 掛川             | Kagegawa                              |
| 28  |                 | 27.ª estación: Fukuroi                            | 袋井             | Fukuroi                               |
| 29  |                 | 28.ª estación: Mitsuke                            | 見附             | Mitsuke                               |
| 30  |                 | 29.ª estación: Hamamatsu                          | 浜松             | Hamamatsu                             |
| 31  |                 | 30.ª estación: Maisaka                            | 舞阪             | Maisaka                               |
| 32  |                 | 31.ª estación: Arai                               | 荒井, 新居       | Arai                                  |
| 33  |                 | 32.ª estación: Shirasuka                          | 白須賀           | Shirasuka                             |
| 34  |                 | 33.ª estación: Futagawa                           | 二川             | Futagawa                              |
| 35  |                 | 34.ª estación: Yoshida                            | 吉田             | Yoshida                               |
| 36  |                 | 35.ª estación: Goyu                               | 御油             | Goyu                                  |
| 37  |                 | 36.ª estación: Akasaka                            | 赤坂             | Akasaka                               |
| 38  |                 | 37.ª estación: Fujikawa                           | 藤川             | Fujikawa                              |
| 39  |                 | 38.ª estación: Okazaki                            | 岡崎             | Okazaki                               |
| 40  |                 | 39.ª estación: Chiryu                             | 地鯉鮒, 知立     | Chiryu                                |
| 41  |                 | 40.ª estación: Narumi                             | 鳴海             | Narumi                                |
| 42  |                 | 41.ª estación: Miya                               | 宮               | Miya                                  |
| 43  |                 | 42.ª estación: Kuwana                             | 桑名             | Kuwana                                |
| 44  |                 | 43.ª estación: Yokkaichi                          | 四日市           | Yokkaichi                             |
| 45  |                 | 44.ª estación: Ishiyakushi                        | 石薬師           | Ishiyakushi                           |
| 46  |                 | 45.ª estación: Shōno                              | 庄野             | Shōno                                 |
| 47  |                 | 46.ª estación: Kameyama                           | 亀山             | Kameyama                              |
| 48  |                 | 47.ª estación: Seki                               | 関               | Seki                                  |
| 49  |                 | 48.ª estación: Sakanoshita                        | 坂ノ下           | Sakanoshita                           |
| 50  |                 | 49.ª estación: Tsuchiyama                         | 土山             | Tsuchiyama                            |
| 51  |                 | 50.ª estación: Minakuchi                          | 水口             | Minakuchi                             |
| 52  |                 | 51.ª estación: Ishibe                             | 石部             | Ishibe                                |
| 53  |                 | 52.ª estación: Kusatsu                            | 草津             | Kusatsu                               |
| 54  |                 | 53.ª estación: Otsu                               | 大津             | Otsu                                  |
| 55  |                 | El final de la Tōkaidō: Llegada a Kioto.          | 京師             | Sanjō Ōhashi en Keishi ("La capital") |

## Impacto en Occidente
Durante su estancia en París, Vincent Van Gogh fue un ávido coleccionista de ukiyo-e, amasando junto a su hermano una colección de numerosos grabados que adquirieron en la galería S. Bing. Esta colección incluía trabajos de Las Cincuenta y Tres Estaciones de Tōkaidō, y a partir de ésta Van Gogh incorporó elementos estilísticos de su colección a su propio trabajo, tales como colores brillantes, detalles naturales y perspectivas alternativas. En su correspondencia personal llegó a manifestar: "...todos mis trabajos están fundamentados en el arte japonés...", y describió a los impresionistas como "los japoneses de Francia".
El artquitecto norteamericano Frank Lloyd Wright era un entusiasta coleccionista de grabados de Hiroshige, incluyendo aquellos pertenecientes a la serie de Las Cincuenta y Tres Estaciones de Tōkaidō. En 1906 se quedó con la primera retrospectiva de la obra de Hiroshige en el Art Institute of Chicago, describiéndose ésta en el catálogo de la exposición como una de "las más valiosas contribuciones jamás hechas al mundo del arte". Dos años más tarde, aportó piezas de su propia colección para otra exhibición de ukiyo-e en el Art Institute. Wright incluso diseñó el espacio de la galería donde sería la exposición, que en ese momento era la exhibición oriental más grande de su tiempo. Apreciando los grabados tanto a nivel profesional como por su estética, extrajo de ellos algunas ideas sobre la naturaleza del diseño de estructuras, reparando los grabados dañados mediante la adición de líneas y sombras en un esfuerzo por comprender sus principios de funcionamiento.